# Чудик Андрій Васильович
Чудик Андрій Васильович (22 жовтня в м. Болехів Івано-Франківська обл.) — тренер з універсального бою, Заслужений тренер України з універсального бою.

## Біографія
Чудик Андрій Васильович народився 22 жовтня у м. Болехів Івано-Франківської обл. Закінчив Прикарпатський військово-спортивний ліцей (Богородчани Івано-Франківської обл.), Національну академію Державної прикордонної служби України ім. Б. Хмельницького, Кам'янець-Подільський національний університет ім. І.Огієнка, Хмельницький інститут соціальних технологій університету Україна.      

### Спортивна діяльність
Спортом (кікбоксингом) почав займатись у 1994 р. в Болехові, а рукопашним боєм з 1999 р. в ліцеї, став чемпіоном України серед юніорів в цьому виді єдиноборств.
У 2012 р. вподобав універсальний бій, де досяг як спортсмена звань чемпіона Європи (2015 р., Чорноморськ та 2016 р., Коблево), срібного (2012 р., Мединь, РФ) та бронзового (2013 р., Мединь, РФ) призера чемпіонатів світу, майстра спорту України міжнародого класу з універсального бою. Виступав у ваговій категорії понад 95 кг за Хмельницьку обласну організацію ФСТ «Динамо» України.
З 2010 р. проходить військову службу  в НАДПСУ ім. Б. Хмельницького, кандидат педагогічних наук за спеціальністю теорія та методика професійної освіти (2015 р.), професор кафедри фізичного виховання і спорту НАДПСУ ім. Б. Хмельницького.

#### Тренерська діяльність
Тренерською роботою займається з 2011 року.
Керівник відокремленого підрозділу Української спортивної федерації «Універсальний бій» в Хмельницькій області.
Серед вихованців 32 майстри спорту України з універсального бою та 5 майстрів спорту України міжнародного класу з універсального бою. Найвідоміші вихованці: чемпіони світу Владислав Чорней та Ілля Дзісяк (2021 р.), Данило Семеняка — володар Кубка світу та чемпіон Європи, Артур Гончаренко — чемпіон світу 2021 р. та Європи  2022 р.

## Досягнення
- Заслужений тренер України з універсального бою (2022 р.);
- суддя міжнародної категорії з універсального бою (2022 р.)
- Майстер спорту України міжнародного класу з універсального бою (2015 р.)

## Нагороди
- Відзнака Президента України «За участь в АТО»;
- відомчі медалі ДПСУ  «За мужність в охороні Держкордону» (2003 р.);
- «За віру та вірність» (2007 р.);
- Грамота Мінмолодьспорту України (2018 р.).